# Komputer analogowy
Komputer analogowy, maszyna analogowa – komputer przetwarzający sygnał ciągły (analogowy).
Komputer analogowy służy do rozwiązywania problemów matematycznych i innych (np. zagadnień technicznych, badania zjawisk biologicznych itp.) przez modelowanie (odwzorowywanie) odpowiednich zależności (na ogół ujętych w języku matematyki) za pomocą zjawisk zachodzących w układach mechanicznych, elektrycznych, elektromechanicznych lub elektronicznych.
Rozwinięciem komputerów (maszyn) analogowych były komputery analogowo-cyfrowe.
Komputery analogowe do przełomu lat 60. i 70. były znacznie szybsze i tańsze od ówczesnych komputerów cyfrowych. Dobrze sprawdzały się przy rozwiązywaniu równań różniczkowych i symulacji procesów, jednak wzrost szybkości i spadek ceny komputerów cyfrowych oraz szybki rozwój ich oprogramowania spowodował stopniowy zanik zainteresowania komputerami analogowymi po 1970 r.
Ze względu na łatwość i intuicyjność programowania komputerów analogowych, próbowały je naśladować specjalizowane komputery cyfrowe, np. cyfrowy analizator różnicowy JAGA, oraz programy i języki programowania, np. CEMMA.

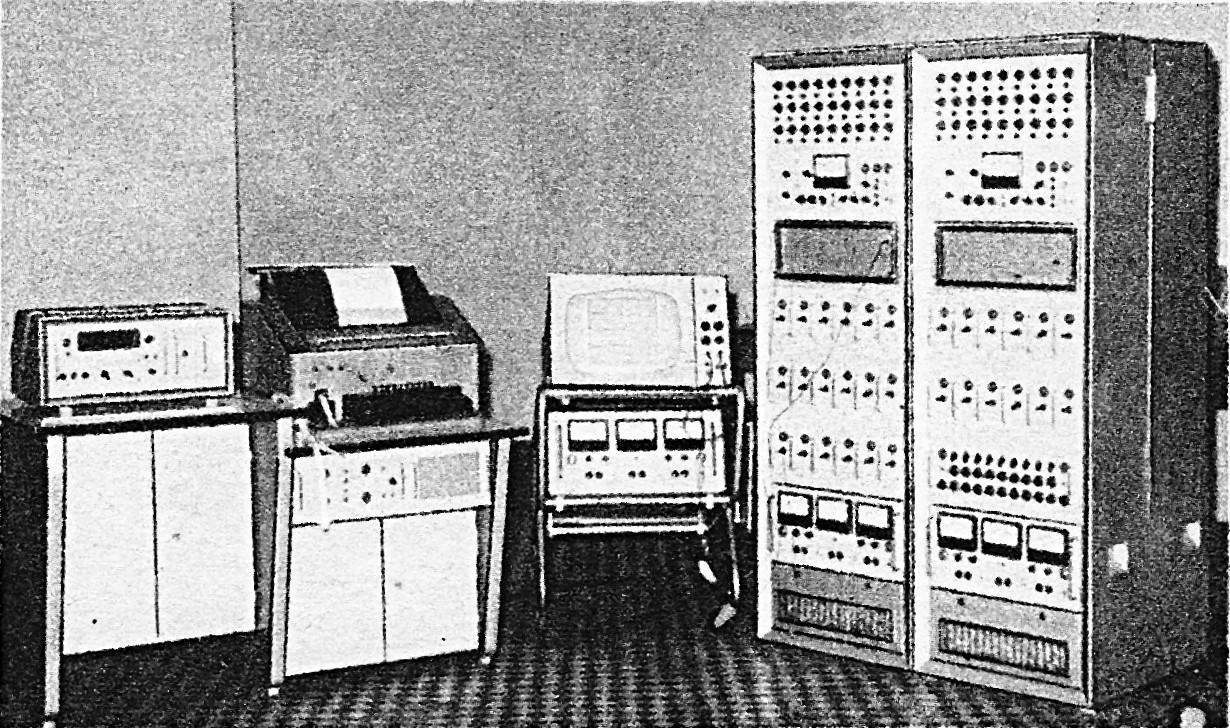
Od lewej: woltomierz cyfrowy, dalekopis, oscyloskop, stojaki komputera

## Podstawowe bloki
Zawartość stojaka 
- wzmacniacz operacyjny
  - sumujący
  - całkujący
- układ mnożenia
- generator funkcji
- ogranicznik

Urządzenia zewnętrzne:
- oscyloskop
- pisak
- woltomierz cyfrowy z drukarką

## Historia

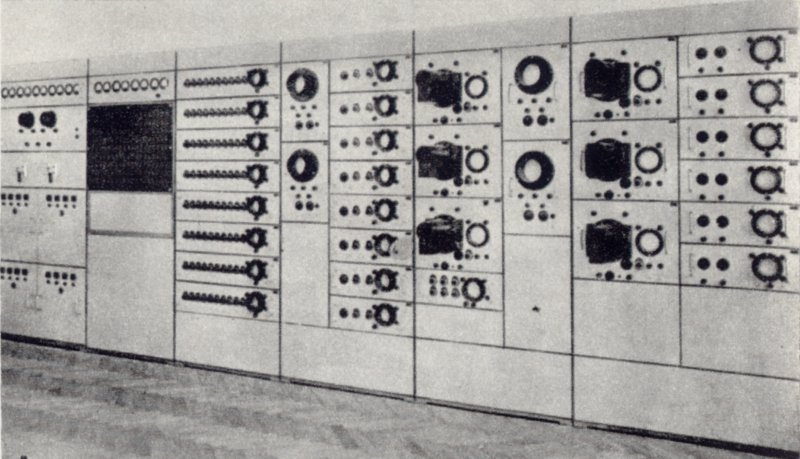
ARR – analizator równań różniczkowych

Pierwszym polskim elektronicznym komputerem analogowym był ARR (Analizator Równań Różniczkowych) Leona Łukaszewicza z 1953 r.
Ok. 1954 r. powstał komputer analogowy do rozwiązywania układów równań liniowych ARAL (Analizator Równań Algebraicznych Liniowych) (Krystyn Bochenek).
W Wojskowej Akademii Technicznej w 1963 r. rozpoczęto produkcję serii informacyjnej 20 sztuk maszyn UMA-14 i UMA-20.
Komputery analogowe serii ELWAT skonstruowane w Wojskowej Akademii Technicznej w Warszawie były produkowane przez zakład Elwro we Wrocławiu od 1967 r.

## Analizatory polowe

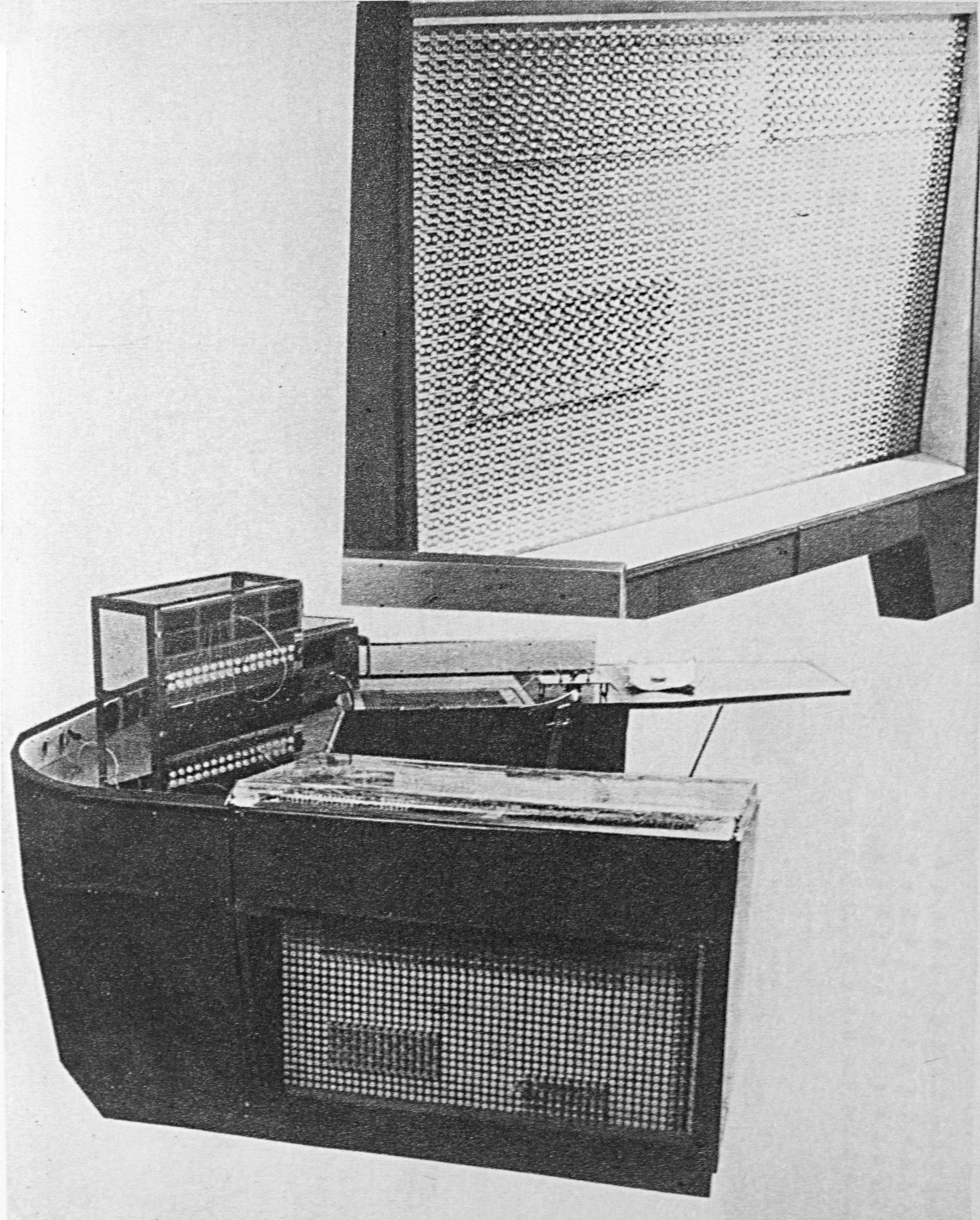
Analizator polowy AP-1200

Komputerami analogowymi były również analizatory polowe przeznaczone do rozwiązywania cząstkowych równań różniczkowych typu eliptycznego i parabolicznego (procesy nieustalone były rozwiązywane metodą Liebmanna). 
Model pola był budowany w postaci siatki prostokątów o bokach z oporników. Warunki brzegowe ustalano przez zwieranie węzłów oraz podłączenie napięcia do niektórych węzłów siatki. Wynikiem był rozkład napięcia w węzłach. 
Analizatory polowe składały się z prostokątnej tablicy z kilkuset gniazdami dla rezystorów i przewodów. Rezystory posiadały dodatkowe gniazda do podłączenia następnych elementów. 
W Polsce powstała cała rodzina analizatorów pola AP.

## Przeliczniki

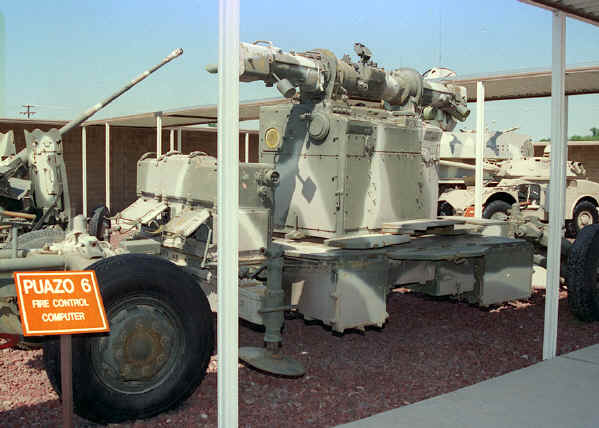
PUAZO-6 – analogowy przelicznik do armat przeciwlotniczych S-60, konstrukcja sowiecka z lat 50. XX w. Sterował całą baterią (najczęściej sześciu) takich armat.

Komputerami analogowymi były w istocie również tzw. przeliczniki artyleryjskie rozpowszechnione w czasie II wojny światowej, tzn. urządzenia przeznaczone do obliczania kąta celowania armat na podstawie odległości zmierzonej dalmierzem lub radarem oraz obserwowanej prędkości przemieszczania się celu. Zadanie to nie jest matematycznie skomplikowane, bo sprowadza się do prostych równań trygonometrycznych oraz uwzględnienia specyficznej dla każdej armaty i każdego rodzaju amunicji krzywej balistycznej, a także poprawek wynikających z prędkości wiatru, temperatury powietrza i jego wilgotności. Taki problem rozwiązywały w podobny sposób urządzenia celownicze dla bombowców oraz dla wyrzutni torped na okrętach podwodnych i niszczycielach. 
Pierwszy przelicznik artyleryjski skonstruowały firmy Vickers i Sperry w 1929 r. Był to układ mechaniczny sterowany krzywkami. Znaczny rozwój i rozpowszechnienie nastąpiło w czasie II wojny światowej. Następne konstrukcje wykorzystywały już systemy magnetoelektryczne odtwarzające kąt obrotu osi prądnicy tachometrycznej nadawczej w silniczku odbiorczym, a także wzmacniacze lampowe i – później – tranzystorowe.
Tego rodzaju urządzenia zaczęły być wycofywane w większości armii świata od końca lat 70. XX wieku, kiedy zaczęły być zastępowane przelicznikami budowanymi w technice cyfrowej.